# Nagy István Attila
Nagy István Attila (Debrecen, 1947. október 27. –) író, költő, irodalomtörténész.

## Pályafutása
1972-ben végzett a debreceni Kossuth Lajos Tudományegyetem Bölcsészettudományi karán. Ezután tíz évig a fehérgyarmati Zalka Máté gimnáziumban tanított magyart, oroszt és filozófiát. 
1976-ban védte meg doktori értekezését, amelyet Julow Viktornál írt régi magyar irodalomból. A gimnáziumban töltött egy évtized alatt számos tanulmányt írt, amelyek a Szabolcs-Szatmári Szemlében, a Kritikában, a Napjainkban, az Alföldben láttak napvilágot. Módszertani cikkei, tanulmányai a Magyartanításban, illetve a Köznevelés című hetilapban jelentek meg.
1982-ben a Szabolcs-Szatmár-Bereg megyei tanács művelődési osztályára került, ahol – többek között – az előző évben megnyílt Móricz Zsigmond Színház tartozott hozzá. Két féléven át szemináriumi csoportokat vezetett a tanárképző főiskola magyar tanszékén. 1985-ben államvizsgázott a Színház- és Filmművészeti Főiskolán, s még ebben az esztendőben a Városi Televízió stúdióvezetőjévé nevezték ki.
Rövid két év múlva ismét taníthatott, mert a Széchenyi István Közgazdasági Szakközépiskola tanára lett. Több éven át volt a Pedagógiai Műhely című megyei módszertani folyóirat szerkesztő bizottságának a tagja.
1989 szeptembere óta a Kelet-Magyarország szerkesztőségében dolgozott, egészen 2007-es nyugdíjaztatásáig. Az elmúlt több mint két évtizedben egy-két év kivételével minden évben megbízták érettségi elnöki teendőkkel. Gyakran még abban az esztendőben is vállalt ilyen feladatot, amikor maga is kérdező tanár volt.
Nyugdíjasként azt teszi, amit szeretne, vagy amit engednek. Rendszerezi maga körül a dolgokat, amelyekről, úgy gondolja, hátha érdekel valakit.

## Eddig a következő önálló munkái jelentek meg
- 1. Módszertani segédanyag a gimnáziumi irodalomtanításhoz Nyíregyháza, 1982. (Megyei Pedagógiai Intézet)
- 2. Társadul szegődöm (versek) 1983
- 3. Arcok és művek (1986) tanulmányok
- 4. Arcod félhomálya (versek) 1986
- 5. Gyönyörű álom (novellák) 1991
- 6. Szavak foglya (versek) 1993
- 7. Századvégi időfutás (publicisztikai írások) 1994
- 8. A csoda szomjúsága (válogatott versek) 1995
- 9. A szerelem szigete (regény) 1996
- 10. A szóra bírt mindenség (tanulmányok, műelemzések) 1996
- 11. Összezárt szárnyak (aforizmák) 1977
- 12. Levelekben az eltűnt ifjúság (levelek) 1998
- 13. Érettségi bankett novellák) 1999)
- 14. Kegyelemre ítélve (versek) 2000,
- 15. Parázsló szavak (versek) 2001,
- 16. Megrendezett pillanatok (írások a színházról) 2001,
- 17. Egy lépéssel közelebb (műelemzések) 2002,
- 18. A fogva tartott képzelet (versek) 2002
- 19. Egyetlen érzés mámorában (válogatott versek) 2005
- 20. Két évszázad határán (publicisztikai írások) 2007
- 21. Az utolsó napsütés (versek) 2010
- 22. A szerelem szigete (regény) 2013 - united p.c. kiadó
- 23. Parázsló szavak (versek) 2013 - united p.c. kiadó